# Sidiki Diarra
Sidiki Diarra (* 6. Januar 1952 in Bobo-Dioulasso; † 26. Juni 2024 ebenda) war ein burkinischer Torwart und Fußballtrainer.

## Leben
Sidiki Diarra wurde in Burkina Faso geboren und entwickelte schon in jungen Jahren eine Leidenschaft für den Fußball. Im Jahr 1978 wurde er als Torwart in die Burkinische Fußballnationalmannschaft berufen. Nach einer kurzen Spielerkarriere, die durch Verletzungen frühzeitig beendet wurde, entschied er sich für eine Trainerkarriere.
Diarra begann seine Trainerlaufbahn in den lokalen Ligen von Burkina Faso und trainierte den AS-SONABEL Ouagadougou und den USFA Ouagadougou, außerdem in Mali den Djoliba AC. In den späten 1990er Jahren wurde Diarra in den Trainerstab der burkinischen Nationalmannschaft berufen und trainierte 2000/01 die Nationalmannschaft als Cheftrainer.

## Auszeichnungen und Ehrungen
Im Laufe seiner Karriere erhielt Sidiki Diarra zahlreiche Auszeichnungen, darunter nationale Ehrungen für seine Verdienste um den Sport und die Jugendförderung in Burkina Faso.